# Boschniakia rossica
Boschniakia rossica là loài thực vật có hoa thuộc họ Cỏ chổi. Loài này được (Cham. & Schltdl.) B.Fedtsch. mô tả khoa học đầu tiên năm 1910.